# Tchaylé
Tchaylé (en macédonien Чајле ; en albanais Çajla) est un village du nord-ouest de la Macédoine du Nord, situé dans la municipalité de Gostivar. Le village comptait 3070 habitants en 2002. Il est majoritairement albanais.

## Démographie
Lors du recensement de 2002, le village comptait :
- Albanais : 3 028
- Turcs : 3
- Autres : 38